# String-Struktur
Eine String-Struktur ist eine spezielle tangentiale Struktur auf einer glatten Mannigfaltigkeit, also definiert über ihr Tangentialbündel, oder allgemeiner sogar eine Struktur auf einem beliebigen Vektorbündel. Zugrundeliegend ist dabei die String-Gruppe, die 3-zusammenhängende Überlagerung der orthogonalen Gruppe aus ihrem Whitehead-Turm, deren klassifizierender Raum zur Beschreibung aller Vektorbündel dient. String-Strukturen werden dadurch insbesondere zu Spezialfällen von Orientierbarkeit. Eine glatte Mannigfaltigkeit mit einer String-Struktur wird String-Mannigfaltigkeit genannt. Eine String-Struktur ist ein Spezialfall einer Spin-Struktur und dadurch insbesondere einer Orientierung sowie eine Verallgemeinerung einer Fivebrane-Struktur. Ihre Benennung stammt von der Verwendung in der M-Theorie, einer gemeinsamen Verallgemeinerung von fünf Stringtheorien, insbesondere bei der Beschreibung von Strings.

## Definition
Ein {\displaystyle n}-dimensionales Vektorbündel {\displaystyle E\twoheadrightarrow X} mit parakompakter Basis {\displaystyle X} kann über den Rückzug des universellen Vektorbündels alternativ durch die Homotopieklasse einer stetigen Abbildung {\displaystyle f\colon X\rightarrow \operatorname {BO} (n)} mit {\displaystyle E=f^{*}\gamma _{\mathbb {R} }^{n}} beschrieben werden. (Dabei ist {\displaystyle [X,\operatorname {BO} (n)]\rightarrow \operatorname {Vect} _{\mathbb {R} }^{n}(X),[f]\mapsto f^{*}\gamma _{\mathbb {R} }^{n}} eine Bijektion.) Diese kann über die von der Überlagerung {\displaystyle p\colon \operatorname {String} (n)=\operatorname {O} (n)\langle 4\rangle \twoheadrightarrow \operatorname {O} (n)} der String-Gruppe induzierte Abbildung {\displaystyle {\mathcal {B}}p\colon \operatorname {BString} (n)=\operatorname {BO} (n)\langle 5\rangle \rightarrow \operatorname {BO} (n)} faktorisieren. Eine sich dabei ergebende stetige Abbildung {\displaystyle {\widehat {f}}\colon X\rightarrow \operatorname {BString} (n)}, also mit einer Homotopie {\displaystyle f\simeq {\mathcal {B}}p\circ {\widehat {f}}}, wird String-Struktur genannt. Insbesondere für eine glatte Mannigfaltigkeit {\displaystyle X} wird eine String-Struktur ihres Tangentialbündels {\displaystyle TX\twoheadrightarrow X} auch einfach String-Struktur der Mannigfaltigkeit genannt.
In beiden Fällen wird häufig auch auf das stabile Vektorbündel übergegangen, also über die kanonischen Inklusionen {\displaystyle \operatorname {BO} (n)\hookrightarrow \operatorname {BO} } und {\displaystyle \operatorname {BString} (n)\hookrightarrow \operatorname {BString} } auf die induktiven Limiten und entsprechend auf die klassifizierende Abbildung {\displaystyle X\rightarrow \operatorname {BO} } und eine Hochhebung {\displaystyle X\rightarrow \operatorname {BString} }.

## Beispiele
Zu den String-Mannigfaltigkeiten gehören:
- Reeller projektiver Raum {\displaystyle \mathbb {R} P^{16n+7}} mit {\displaystyle n\geq 0}[2]
- {\displaystyle G_{2}/T} mit einem maximalen Torus {\displaystyle T<G_{2}}[2]
- Cayley-Ebene {\displaystyle \mathbb {O} P^{2}=\operatorname {Spin} (9)/F_{4}}[3][2]
- {\displaystyle F_{4}/G_{2}}[2]

## Eigenschaften
- Für eine String-Mannigfaltigkeit {\displaystyle X} ist der Kohomologiering {\displaystyle H^{*}(X,\mathbb {Z} _{2})} Poincaré-selbstdual bezüglich der Steenrod-Algebra {\displaystyle {\mathcal {A}}(2)_{2}} und der Kohomologiering {\displaystyle H^{*}(X,\mathbb {Z} _{3})} Poincaré-selbstdual bezüglich der Steenrod-Algebra {\displaystyle {\mathcal {A}}(1)_{3}}.[4]